# Willie Penman
Willie Penman (East Wemyss, 1939. augusztus 7. – 2017. december 26. előtt) skót labdarúgó, csatár.

## Pályafutása
A St Andrews United korosztályos csapatában kezdte a labdarúgást. 1960 és 1962 között a Rangers játékosa volt. 1962 és 1973 között Angliában szerepelt. A Newcastle Unitednál és a Swindon Townnál négy-négy, a Walsallnál három idényen át játszott. Játszott az ír Dundalk és 1974-ben az amerikai Seattle Sounders együttesében.
Tagja volt a Swindon Town 1968–69-es ligakupa-győztes csapatának.

## Sikerei, díjai
Swindon Town
- Angol ligakupa (League Cup)
  - győztes: 1969